# Stejar Ionescu
Stejar Ionescu (n. 10 aprilie 1898, comuna Corbu, plasa Corbu, județul Râmnicu Sărat, astăzi comuna Măxineni, județul Brăila – d. 29 iunie 1928, Slănic Moldova) a fost un avocat și romancier român.

## Viața
Copilăria și primii ani de școală îi va petrece la Sinaia urmând apoi studii secundare la Ploiești și Iași. După terminarea liceului va urma Facultatea de Drept a Universității din Iași pe care o va absolvi în 1919. Scurta carieră de avocat va fi însă abandonata în favoarea activității redacționale, ziaristică. 
Debutează în proza cu schița „Frământările domnului Popoiu”, publicată în revista Însemnări literare (1919). 
Publică reportaje, recenzii, cronici dramatice în ziarul ieșean Opinia și în revista Viața Romînească (unde semna și cu inițialele St. I.), Adevărul literar și artistic, semnând și cu pseudonimul „Stejar Ionescu Luchian”. 
Singurul său volum de proză este Domnul de la Murano (1928). 
Acesta a murit la scurt timp într-un accident de mașină petrecut pe o curbă a șoselei către Slănic-Moldova.

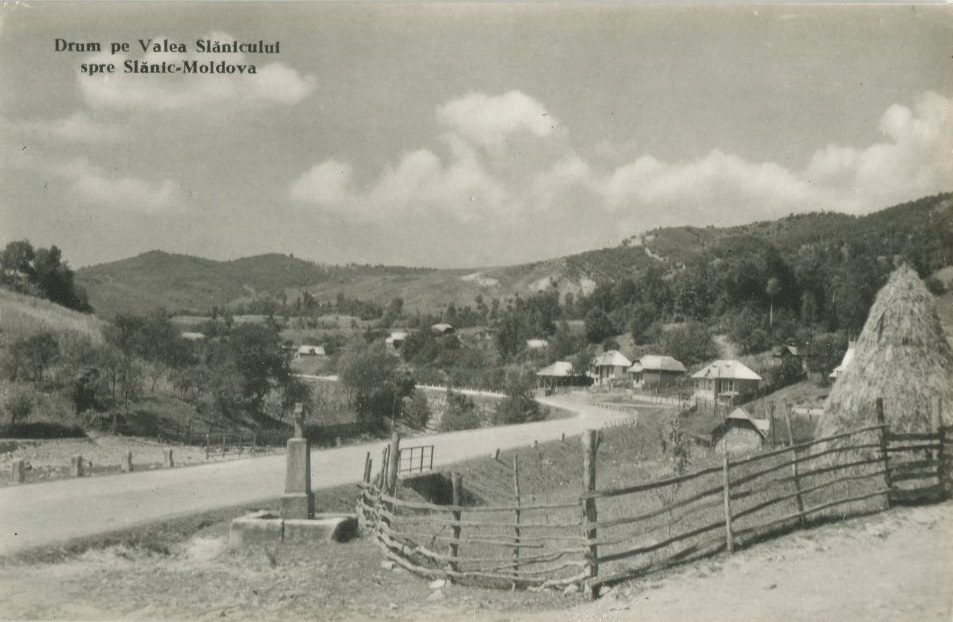
Monumentul funerar al scriitorului în satul Cireșoaia, în preajma locului accidentului

În revista Viața Romînească (anul XX, nr. 3, martie 1928), la rubrica „Note pe marginea cărților”, Demostene Botez a publicat o recenzie a volumului Domnul dela Murano.
În Universul literar (anul XLIV, nr. 18, 20 aprilie 1928, p. 293), Nicolae Davidescu a publicat sub titlul STEJAR IONESCU : «Domnul de la Murano» o critică literară a volumului nou apărut. Articolul se încheie cu concluzia:
D. Ștejar Ionescu are, însă, posibilitatea de a se întoarce, dela felul literar al d-lui Ionel Teodoreanu, cu care s’a trezit înrudit prin greșelile inerente lipsei de maturitate, și la o literatură bună. Pentru aceasta e de ajuns să renunțe la mode și la modele și să se mulțumească să-și asculte cu sinceritate cântecul inimei sale; restul vine singur dela viață și de la muncă. Și vine singur, firește, întru cât d. Stejar Ionescu a dovedit că are născută receptivitatea inerentă și viguros necesară a artistului.
În cartea sa Iașii cultural și social - Amintiri și însemnări (partea a II-a, Editura Viața Romînească S.A., Iași, 1929, p. 247), Ioan Dafin nota următoarele:
Un admirabil talent care începuse să se impună în coloanele «Vieții Românești», prin proza, care cu timpul ar fi ajuns să se ridice la nivelul literar al scriitorilor de rasă, a fost și Stejar Ionescu care făgăduia opere mărețe pentru viitor, dacă judecăm după singurul seu volum «Domnul de la Murano» care atrăsese atenția tuturor. Din nenorocire Stejar Ionescu își perde viața într'un banal accident, lăsând un gol adânc simțit în galeria marilor literați.
Mihail Sadoveanu, Mihai Ralea, Mihail Sevastos, Demostene Botez și Ionel Teodoreanu îi evocă silueta discreta iar cel din urmă promite chiar să continue un manuscris rămas neterminat al lui Stejar Ionescu, „Game”. Alt prieten, Cezar Petrescu, publică unele texte postume în 1933, în Adevărul literar și artistic. 
Scriitorul a fost redescoperit abia în 1971, prin ediția postumă îngrijită de Leon Baconsky.

## Opera
- Domnul de la Murano, Iași, 1928 Ed. Viața Românească, 207 pag. (ed. nouă, studiu introductiv, note și bibliografie de L. Baconski, Cluj, 1971, Editura Dacia, 320 pag).